# Michel Duc-Goninaz
Michel Duc Goninaz (Parigi, 6 settembre 1933 – Aix-en-Provence, 26 marzo 2016) è stato un esperantista francese, noto a livello mondiale per la sua revisione del 2002 de La Plena Ilustrita Vortaro de Esperanto (Dizionario completo illustrato dell'Esperanto).

## Biografia
Fu membro del World Esperanto Youth Organization (TEJO) nel 1950 ed ebbe anche il ruolo di coeditore de La Folieto, distribuito soprattutto agli esperantisti  dell'Île-de-France. Nel 1956 sposò Arlette Lecourtois ed ebbe un ruolo fondamentale nel film Angoroj del 1964 in lingua esperanto. Notevole anche la compilazione del Vocabulaire Espéranto (Laŭtema esperanta franca vortareto), un dizionario francese-esperanto, pubblicato nel 1971 da Ophrys (la seconda edizione è del 1990) ed intraprese l'opera teatrale di Aleksandr Puškin in Esperanto (La Ŝtona Gasto – “L'ospite di pietra”). Tradusse inoltre in esperanto Lo straniero di Albert Camus e Traumnovelle di Arthur Schnitzler. Per molti anni fu professore universitario di lingua russa ed esperanto all'Università della Provenza (Aix-Marseille). Duc Goninaz è oggigiorno un professore all'Accademia Internazionale delle Scienze a San Marino e collabora spesso con il giornale Monato. Nel 2002 lui e Claude Roux revisionarono ed aggiornarono La Plena Ilustrita Vortaro de Esperanto, dizionario pubblicato per la prima volta nel 1976 da Gaston Waringhien. Duc Goninaz fu nominato Esperantista dell'anno nel 2002 da parte del giornale La Ondo de Esperanto proprio per la versione aggiornata del dizionario.

## Articoli
- 1979. "Esperanto en Perspektivo: Faktoj kaj analizoj pri la internacia lingvo" ("L'Esperanto in prospettiva: Fatti ed analisi della Lingua Internazionale", Ivo Lapenna, Ulrich Lins, Tazio Carlevaro: Compte-rendu) in Language Problems and Language Planning, 3:1, 40–45.
- 1983 (con Denis Creissels). "Les langues d'U.R.S.S.: Aspects linguistiques et sociolinguistiques" ("Le lingue dell'URSS: Aspetti linguistici e sociolinguistici") in Language Problems and Language Planning, 7:2, 198 ff.
- 2000. "L'espérantologie en revue (2)" ("Esperantologia in riassunto") in Language Problems and Language Planning, 24:2, 197 – 200.